# Mályi, Borsod-Abaúj-Zemplén
Mályi este un sat în districtul Miskolc, județul Borsod-Abaúj-Zemplén, Ungaria, având o populație de 4.131 de locuitori (2011). 

## Demografie
Componența etnică a satului Mályi
     Maghiari (98,08%)
     Necunoscut (0,72%)
     Alții (1,19%)
Componența confesională a satului Mályi
     Romano-catolici (32,95%)
     Fără religie (16,34%)
     Reformați (15,71%)
     Greco-catolici (3,7%)
     Atei (1,38%)
     Necunoscută (29,24%)
     Luterani (0,68%)
     Alte religii (0,9%)
Conform recensământului din 2011, satul Mályi avea 4.131 de locuitori. Din punct de vedere etnic, majoritatea locuitorilor (98,08%) erau maghiari. Apartenența etnică nu este cunoscută în cazul a 0,72% din locuitori. Nu există o religie majoritară, locuitorii fiind romano-catolici (32,95%), persoane fără religie (16,34%), reformați (15,71%), greco-catolici (3,7%) și atei (1,38%). Pentru 29,24% din locuitori nu este cunoscută apartenența confesională.